# Pokesudie

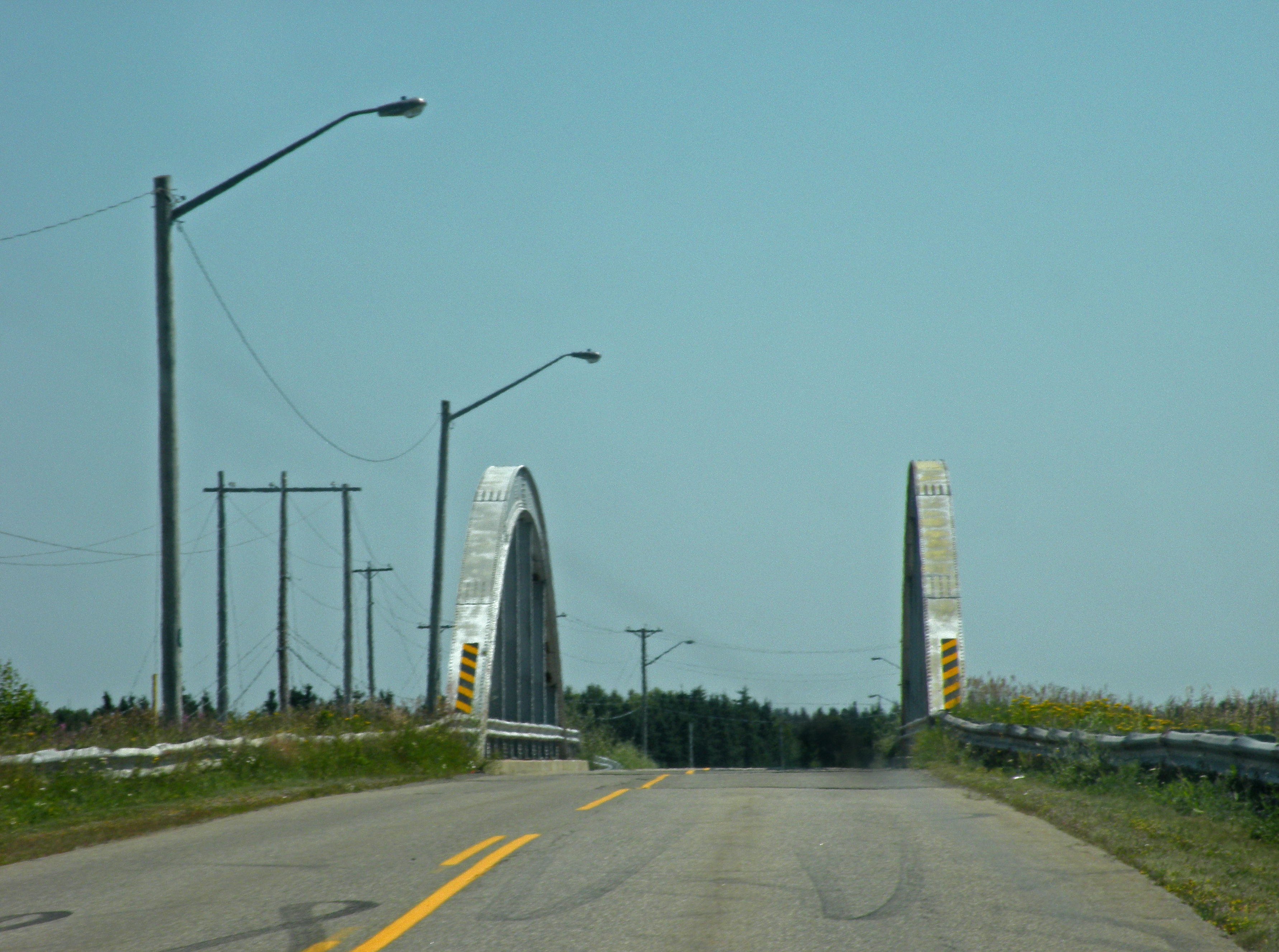
Ponte de Pokesudie

Pokesudie é uma comunidade localizada na província canadense de New Brunswick.
População: 228 Habitantes